# Leo II (bysantinsk kejsare)
Leo II, född 467, död 17 november 474, var bysantinsk kejsare 18 januari - 17 november 474.
Son till Zeno Isauriern och Aelia Ariadne (dotter till Leo I och Verina).
Som Leo I:s närmaste manliga släkting utropades Leo II till kejsare under Zenos förmyndarskap vid sin morfars död. Han dog i en okänd sjukdom tio månader efter sin kröning och efterträddes av sin far. Verina utnyttjade hans död till att konspirera mot Zeno.